# 2010年のNASCARキャンピング・ワールド・トラック・シリーズ
2010年のNASCARキャンピング・ワールド・トラック・シリーズは、16年目のシーズンとなる。2月12日のデイトナ・インターナショナル・スピードウェイにおけるネクストエラ・エナジー・リソーシズ250で始まり、11月19日のホームステッド＝マイアミ・スピードウェイにおけるフォード200で終了する。今シーズンは、ミルウォーキー・マイルに代わってダーリントン・レースウェイで2004年以来のレースが行われる。また、ポコノ・レースウェイおよびオートクラブ・スピードウェイでのレースが初めて開催される。

## 2010年のスケジュール
NOTE： キャンピング・ワールド・トラック・シリーズは全戦がモーター・レーシング・ネットワークで放送される。
| 開催日           | レース                                                       | 開催地                                         | 距離                   | 時刻         | テレビ | 優勝者                 |
| ---------------- | ------------------------------------------------------------ | ---------------------------------------------- | ---------------------- | ------------ | ------ | ---------------------- |
| 2月13日          | ネクストエラ・エナジー・リソーシズ250                        | デイトナ・インターナショナル・スピードウェイ   | 100 Laps / 250 Miles   | 8 PM         | Speed  | ティモシー・ピーターズ |
| 3月6日           | E-Z-GO 200                                                   | アトランタ・モーター・スピードウェイ           | 130 Laps / 200 Miles   | 2 PM         | Speed  | ケヴィン・ハーヴィック |
| 3月27日          | クローガー250                                                | マーティンズビル・スピードウェイ               | 250 Laps / 131.5 Miles | 2 PM         | Speed  | ケヴィン・ハーヴィック |
| 4月2日           | ナッシュビル200                                              | ナッシュビル・スーパースピードウェイ           | 150 Laps / 200 Miles   | 8 PM         | Speed  | カイル・ブッシュ       |
| 5月2日           | オライリー・オートパーツ250                                  | カンザス・スピードウェイ                       | 167 Laps / 250.5 Miles | Sunday 1 PM  | Speed  | ジョニー・サウター     |
| 5月14日          | AAA 200                                                      | ドーバー・インターナショナル・スピードウェイ   | 200 Laps / 200 Miles   | 5 PM*        | Speed  | アリック・アルミローラ |
| 5月21日          | ノースカロライナ・エデュケーション・ロタリー200              | シャーロット・モーター・スピードウェイ         | 134 Laps / 201 Miles   | 8 PM         | Speed  | カイル・ブッシュ       |
| 6月4日           | ウィンスター・ワールド・カジノ400                            | テキサス・モーター・スピードウェイ             | 167 Laps / 400km       | 8 PM         | Speed  | トッド・ボーディン     |
| 6月12日          | VFW 200                                                      | ミシガン・インターナショナル・スピードウェイ   | 100 Laps / 200 Miles   | 1:30 PM      | Speed  | アリック・アルミローラ |
| 7月11日          | ルーカス・オイル200                                          | アイオワ・スピードウェイ                       | 200 Laps / 187.5 Miles | 1:30 PM      | Speed  | オースティン・ディロン |
| 7月16日§ 7月17日 | キャンピングワールド・ドットコム200                          | ゲートウェイ・インターナショナル・レースウェイ | 150 Laps / 200 Miles   | 8 PM 1:30 PM | Speed  | ケヴィン・ハーヴィック |
| 7月23日          | AAAインシュアランス200プレゼンテッド・バイ・J.D.バイライダー | オライリー・レースウェイ・パーク               | 200 Laps / 137.2 Miles | 8 PM         | Speed  | ロン・ホーナディ       |
| 7月31日          | ポコノ・マウンテンズ125                                      | ポコノ・レースウェイ                           | 50 Laps / 125 Miles    | 12:30 PM     | Speed  | エリオット・サドラー   |
| 8月7日           | トヨタ・タンドラ200                                          | ナッシュビル・スーパースピードウェイ           | 150 Laps / 200 Miles   | 8:30 PM      | Speed  | トッド・ボーディン     |
| 8月14日          | ダーリントン200                                              | ダーリントン・レースウェイ                     | 147 Laps / 200.8 Miles | 7:30 PM      | Speed  | トッド・ボーディン     |
| 8月18日          | オライリー・オートパーツ200                                  | ブリストル・モーター・スピードウェイ           | 200 Laps / 106.6 Miles | 8 PM         | Speed  | カイル・ブッシュ       |
| 8月27日          | ジョリエット225                                              | シカゴランド・スピードウェイ                   | 150 Laps / 225 Miles   | 9 PM         | Speed  | カイル・ブッシュ       |
| 9月3日           | ビルト・フォード・タフ225                                    | ケンタッキー・スピードウェイ                   | 150 Laps / 225 Miles   | 8 PM         | Speed  | トッド・ボーディン     |
| 9月18日          | ニューハンプシャー200                                        | ニューハンプシャー・モーター・スピードウェイ   | 200 Laps / 211.6 Miles |              | Speed  | カイル・ブッシュ       |
| 9月25日          | ラスベガス350                                                | ラスベガス・モーター・スピードウェイ           | 146 Laps / 350k        | 9 PM         | Speed  | オースティン・ディロン |
| 10月23日         | クローガー200                                                | マーティンズビル・スピードウェイ               | 200 Laps / 105.2 Miles | 1 PM         | Speed  |                        |
| 10月30日         | マウンテンデュー250フュエルド・バイ・フレッズ                | タラデガ・スーパースピードウェイ               | 94 Laps / 250.04 Miles | 3 PM         | Speed  |                        |
| 11月5日          | ウィンスター・ワールド・カジノ350                            | テキサス・モーター・スピードウェイ             | 146 Laps / 350km       | 8 PM         | Speed  |                        |
| 11月12日         | ルーカス・オイル150                                          | フェニックス・インターナショナル・レースウェイ | 150 laps / 150 miles   | 8 PM         | Speed  |                        |
| 11月19日         | フォード200                                                  | ホームステッド＝マイアミ・スピードウェイ       | 134 Laps / 201 Miles   | 8 PM         | Speed  |                        |

## 2010年の参加ドライバー
| チーム                                   | 使用車両               | 車番 | ドライバー                       | メインスポンサー                               | オーナー                   | クルーチーフ              |
| ---------------------------------------- | ---------------------- | ---- | -------------------------------- | ---------------------------------------------- | -------------------------- | ------------------------- |
| デイジー・ラミレス・モータースポーツ     | シボレー・シルバラード | 00   | カルロス・コントレラス           | Potencia Blast Energy Shot/Alpina Spring Water | デイジー・ラミレス         | ミカ・ホートン            |
| デイジー・ラミレス・モータースポーツ     | シボレー・シルバラード | 00   | チェイス・ミラー                 | Potencia Blast Energy Shot/Alpina Spring Water | デイジー・ラミレス         | ミカ・ホートン            |
| デイジー・ラミレス・モータースポーツ     | シボレー・シルバラード | 01   | J.J.イェリー （デイトナのみ）    | Koma Unwind                                    | デイジー・ラミレス         | ミカ・ホートン            |
| デイジー・ラミレス・モータースポーツ     | シボレー・シルバラード | 01   | カール・ロング                   | Koma Unwind                                    | デイジー・ラミレス         | ミカ・ホートン            |
| デイジー・ラミレス・モータースポーツ     | シボレー・シルバラード | 01   | ディロン・オリヴァー             | Koma Unwind                                    | デイジー・ラミレス         | モリス・ヴァン・ヴリート  |
| デイジー・ラミレス・モータースポーツ     | シボレー・シルバラード | 01   | マイク・ハーモン                 | Koma Unwind                                    | デイジー・ラミレス         | モリス・ヴァン・ヴリート  |
| レッド・ハウス・レーシング               | トヨタ・タンドラ       | 1    | ネルソン・ピケJr. (R)            | Websense/ArcSight                              | トム・デローチ             | リック・ガイ              |
| レッド・ハウス・レーシング               | トヨタ・タンドラ       | 7    | ジャスティン・ロフトン (R)       | Lofton Cattle/VisitPIT.com                     | トム・デローチ             | マーク・レッテ            |
| レッド・ハウス・レーシング               | トヨタ・タンドラ       | 17   | ティモシー・ピーターズ           | K&N （デイトナ）/Strutmasters.com              | トム・デローチ             | ジェフ・ヘンズレー        |
| ケヴィン・ハーヴィック・インク           | シボレー・シルバラード | 2    | ケヴィン・ハーヴィック           | Kroger/Tide/Hunt Brothers Pizza                | デラナ・ハーヴィック       | ブッチ・ハイルトン        |
| ケヴィン・ハーヴィック・インク           | シボレー・シルバラード | 2    | エリオット・サドラー             | Kroger/Tide/Hunt Brothers Pizza                | デラナ・ハーヴィック       | ダグ・ジョージ            |
| ケヴィン・ハーヴィック・インク           | シボレー・シルバラード | 33   | ロン・ホーナディ                 | Longhorn (9 Races)/Georgia Boot                | デラナ・ハーヴィック       | ダグ・ジョージ            |
| リチャード・チルドレス・レーシング       | シボレー・シルバラード | 3    | オースティン・ディロン (R)       | Bass Pro Shops / Tracker Boats                 | リチャード・チルドレス     | ゲイリー・ストックマンJr. |
| ターナー・モータースポーツ               | シボレー・シルバラード | 4    | リッキー・カーマイケル           | Monster Energy                                 | スティーヴ・ターナー       | マイク・フリッツ          |
| ランディ・モス・モータースポーツ         | トヨタ・タンドラ       | 5    | マイク・スキナー                 | International Truck and Engine/Monaco RV       | デヴィッド・ダラー         | ジーン・ネッド            |
| ランディ・モス・モータースポーツ         | トヨタ・タンドラ       | 81   | デヴィッド・スター               | Zachry Holdings, Inc.                          | ランディ・モス             | ダグ・ウォルコット        |
| ブラケット・ファミリー・モータースポーツ | シボレー・シルバラード | 06   | デイル・ブラケット               |                                                |                            | シャイン・ロマノスキー    |
| リック・ウェア・レーシング               | シボレー・シルバラード | 6    | D.J.ケニントン                   | Northern Provincial Pipelines                  |                            | ケヴィン・ヘインズ        |
| リック・ウェア・レーシング               | シボレー・シルバラード | 6    | ドニー・ニューエンバーガー       | E-Z Slider                                     |                            | ケヴィン・ヘインズ        |
| リック・ウェア・レーシング               | シボレー・シルバラード | 6    | ブライアン・ローズ               | True View Live                                 |                            | ケヴィン・ヘインズ        |
| リック・ウェア・レーシング               | シボレー・シルバラード | 47   | ブレット・バトラー               | FuelDoctorUSA.com                              |                            | ゲイリー・コグズウェル    |
| SS-グリーン・ライト・レーシング          | シボレー・シルバラード | 07   | ショーン・マーフィー             | ASI Limited                                    | ケン・ホワイト             | ジェイソン・ミラー        |
| SS-グリーン・ライト・レーシング          | シボレー・シルバラード | 07   | ドニー・リア                     | ASI Limited                                    | ケン・ホワイト             | ジェイソン・ミラー        |
| SS-グリーン・ライト・レーシング          | シボレー・シルバラード | 07   | トニー・ジャクソンJr. (7 races)  | ASI Limited                                    | ケン・ホワイト             | ジェイソン・ミラー        |
| SS-グリーン・ライト・レーシング          | シボレー・シルバラード | 21   | ブッチ・ミラー                   | ASI Limited                                    |                            | マイク・デイヴィス        |
| SS-グリーン・ライト・レーシング          | シボレー・シルバラード | 21   | ドニー・リア                     | ASI Limited                                    | ブッチ・ミラー             |                           |
| SS-グリーン・ライト・レーシング          | シボレー・シルバラード | 21   | クリス・イーグルストン           | H2O Fire Protection                            | ブッチ・ミラー             |                           |
| SS-グリーン・ライト・レーシング          | ダッジ・ラム           | 23   | ジェイソン・ホワイト             | GunBroker.com                                  | スティーヴ・アーヴァン     | ダグ・ハウ                |
| ジャーメイン・レーシング                 | トヨタ・タンドラ       | 9    | マックス・パピス                 | Geico                                          | スティーヴン・ジャーメイン | ランディ・バーネット      |
| ジャーメイン・レーシング                 | トヨタ・タンドラ       | 30   | トッド・ボーディン               | Germain.com                                    | スティーヴン・ジャーメイン | マイク・ヒルマンJr.       |
| コッブ・レーシング・チーム               | フォード・F-150        | 10   | ジェニファー・ジョー・コッブ (R) | The Driver Boutique                            | トム・ミッチェル           | ルディ・プリックラー      |
| DGMレーシング                            | シボレー・シルバラード | 12   | マリオ・ゴセリン                 | MyTireMonkey.com                               | ミシェル・ゴセリン         | ジョージ・チャーチ        |
| ソースポート・レーシング                 | シボレー・シルバラード | 13   | ジョニー・サウター               | Fun Sand/Curb Records                          | デューク・ソーソン         | ジョー・シェアーJr.       |
| ソースポート・レーシング                 | シボレー・シルバラード | 88   | マット・クラフトン               | Menards                                        | ロンダ・ソーソン           | バド・フェーフェル        |
| ソースポート・レーシング                 | シボレー・シルバラード | 98   | ランドン・キャシル               | EasytoInstall.com                              |                            | ランス・フーパー          |
| サークル・バー・レーシング               | フォード・F-150        | 14   | リック・クローフォード           | Lilly Trucking (Daytona)                       | トム・ミッチェル           | TBA                       |
| ビリー・ボーリュー・モータースポーツ     | トヨタ・タンドラ       | 15   | スティーヴ・ウォレス             | Graceway Pharmaceuticals / Hope for Haiti      | ビリー・ボーリュー         | ケヴィン・スターランド    |
| ビリー・ボーリュー・モータースポーツ     | トヨタ・タンドラ       | 15   | テッド・マスグレイヴ             | Graceway Pharmaceuticals / Hope for Haiti      | ビリー・ボーリュー         | ケヴィン・スターランド    |
| ビリー・ボーリュー・モータースポーツ     | トヨタ・タンドラ       | 15   | ジョニー・ベンソン               | Graceway Pharmaceuticals / Hope for Haiti      | ビリー・ボーリュー         | ケヴィン・スターランド    |
| ビリー・ボーリュー・モータースポーツ     | トヨタ・タンドラ       | 51   | アリック・アルミローラ           | Graceway Pharmaceuticals                       | ビリー・ボーリュー         | リッチー・ワウターズ      |
| カイル・ブッシュ・モータースポーツ       | トヨタ・タンドラ       | 18   | カイル・ブッシュ                 | Heluva Good! (Daytona)                         | カイル・ブッシュ           | エリック・フィリップス    |
| カイル・ブッシュ・モータースポーツ       | トヨタ・タンドラ       | 18   | ブライアン・イックラー           | Heluva Good! (Daytona)                         | カイル・ブッシュ           | エリック・フィリップス    |
| カイル・ブッシュ・モータースポーツ       | トヨタ・タンドラ       | 56   | テイラー・マルサム               | Talking Rain                                   | カイル・ブッシュ           | ダン・スティルマン        |
| ジム・ローゼンブラム・レーシング         | シボレー・シルバラード | 28   | L.W.ミラー                       | FDNY/Kissin Kuzzins Construction               |                            | ディック・ラヒリー        |
| ブラッド・ケセロウスキー・レーシング     | ダッジ・ラム           | 29   | ブラッド・ケセロウスキー         |                                                | ブラッド・ケセロウスキー   | ウェイン・セタリントンJr. |
| ジーグ・レーシング                       | シボレー・シルバラード | 39   | ライアン・ジーグ                 | S&W Services                                   | パム・ジーグ               | マイク・ガーヴェイ        |
| ジーグ・レーシング                       | シボレー・シルバラード | 93   | シェーン・ジーグ                 | W. J. Plemmons Investments                     | パム・ジーグ               | トニー・ウィルソン        |
| チーム・ジル・レーシング                 | ダッジ・ラム           | 46   | ウィリー・アレン                 |                                                | ダニー・ジル               | ジョーイ・ジョーンズ      |
| チーム・ジル・レーシング                 | ダッジ・ラム           | 46   | クレイ・グリーンフィールド       | Race22.com                                     | ダニー・ジル               | ジョーイ・ジョーンズ      |
| チーム・ジル・レーシング                 | ダッジ・ラム           | 46   | デニス・セッツアー               |                                                | ダニー・ジル               | ジョーイ・ジョーンズ      |
| チーム・ジル・レーシング                 | ダッジ・ラム           | 95   | ジョニー・ベンソン               | Plane Guts                                     | ダニー・ジル               | ダニー・ジル              |
| チーム・ジル・レーシング                 | ダッジ・ラム           | 95   | ランス・フェントン               | Plane Guts                                     | ダニー・ジル               | ダニー・ジル              |
| チーム・ジル・レーシング                 | ダッジ・ラム           | 95   | ジェフ・ボーディン               | Bo-Dyn Bobsled Project "Olympic Gold"          | ダニー・ジル               | ダニー・ジル              |
| ファスト・トラック・レーシング           | シボレー・シルバラード | 48   | ブライアン・サイラス             | Rockingham Speedway                            | アンディ・ヒレンバーグ     | ブライアン・フレイジアー  |
| ファスト・トラック・レーシング           | シボレー・シルバラード | 48   | ティム・ベイニーJr. (R)          | DelGrosso                                      | アンディ・ヒレンバーグ     | デヴィッド・マクルーア    |
| ファスト・トラック・レーシング           | シボレー・シルバラード | 48   | ハーミー・サドラー               | The Hermie and Elliott Sadler Foundation       | アンディ・ヒレンバーグ     | デヴィッド・マクルーア    |
| ファスト・トラック・レーシング           | シボレー・シルバラード | 49   | チャド・マカムビー               | 75000000.com                                   | アンディ・ヒレンバーグ     | デヴィッド・マクルーア    |
| メイク・モータースポーツ                 | ダッジ・ラム           | 50   | G.R.スミス                       |                                                |                            | アンディ・コディ          |
| シュレーダー・レーシング                 | シボレー・シルバラード | 52   | ケン・シュレーダー               | Federated Auto Parts                           | ケン・シュレーダー         | ドニー・リッチソン        |
| ウィリアム・ビショップ・モータースポーツ | シボレー・シルバラード | 53   | ジャスティン・ホブグッド         |                                                |                            | ロバート・ベントレー      |
| ノーム・ベニング・レーシング             | シボレー・シルバラード | 57   | ノーム・ベニング                 | n/a                                            | ノーム・ベニング           | ケン・コーシー            |
| ワイラー・レーシング                     | シボレー・シルバラード | 60   | ステーシー・コンプトン           | Safe Auto Insurance                            | ジェフ・ワイラー           | チャド・ケンドリック      |
| ワイラー・レーシング                     | シボレー・シルバラード | 60   | ナレイン・カーティケヤン         | Safe Auto Insurance                            | ジェフ・ワイラー           | チャド・ケンドリック      |
| ストレイタス・レーシング・グループ       | ダッジ・ラム           | 74   | デリック・コープ                 | Connectyx Technologies                         | ダレン・コープ             | デル・マークル            |
| レイ・ハケット・レーシング               | フォード・F-150        | 76   | ライアン・ハケット               | Sears Sand & Gravel & KY Buildings             | レイ・ハケット             | トラヴィス・シャープ      |
| レイ・ハケット・レーシング               | フォード・F-150        | 76   | ブライアン・ジョンソンJr.        | SUPERSEAL Construction Products                | レイ・ハケット             | トラヴィス・シャープ      |
| パトリック・ローデンベック               | シボレー・シルバラード | 82   | パディー・ローデンベック         |                                                |                            | ジェフリー・コーディル    |
| グレンデン・エンタープライゼス・チーム   | シボレー・シルバラード | 84   | クリス・フォンテイン             | グレンデン・エンタープライゼス                 |                            | ケヴィン・イングラム      |
| ブレント・レイマー・レーシング           | フォード・F-150        | 85   | ブレント・レイマー               |                                                | クリッシー・レイマー       | ジョシュ・レイマー        |
| LCSモータースポーツ                      | シボレー・シルバラード | 87   | クリス・ジョーンズ               | D. W. Campbell Tire Inc.                       |                            | カイル・ジョンソン        |
| ラファティ・モータースポーツ             | シボレー・シルバラード | 89   | ウェイン・エドワーズ             | Lafferty Performance/Blue Ox/Handy Helper      | クリス・ラファティ         | クリス・ラファティ        |
| ラファティ・モータースポーツ             | フォード・F-150        | 89   | マイク・ハーモン                 | Blue Ox/Lafferty Performance                   | クリス・ラファティ         | カルヴァン・ウッド        |
| ラファティ・モータースポーツ             | フォード・F-150        | 89   | クリス・ラファティ               | Blue Ox/Lafferty Performance                   | クリス・ラファティ         | カルヴァン・ウッド        |
| ダグ・ストリンガー・モータースポーツ     | トヨタ・タンドラ       | 90   | ジェームズ・ブッシャー           | Great Clips                                    |                            | トリップ・ブルース        |
| ダグ・ストリンガー・モータースポーツ     | トヨタ・タンドラ       | 90   | ブラッド・スウィート             | Great Clips                                    |                            | トリップ・ブルース        |
| RBRエンタープライゼス                    | シボレー・シルバラード | 92   | デニス・セッツアー               | fleetHQ.com/BTS Tire & Wheel Distributors      |                            | マイケル・ヘスター        |

## 参照
1. ↑  “2010 Camping World Truck Series Schedule”. NASCAR.  Turner Broadcasting System. 2010年1月25日閲覧。